# カールじいさんのデート
『カールじいさんのデート』（原題: Carl's Date）は、2023年のアメリカ合衆国のコンピュータアニメーション短編映画。ピクサー・アニメーション・スタジオが製作した。
本作は、カール・フレドリクセンが、亡き妻・エリーの死後、渋々友人の女性とデートに出かけるが、最近のデート事情がまったく分からず苦戦するというストーリー。
当初、Webアニメ『ダグの日常』の最終回としてDisney+にて公開される予定であったが、最終的に『マイ・エレメント』の同時上映作品として2023年6月16日に劇場公開された。

## ストーリー
ダグと暮らしていたカール・フレドリクセンの元に、ある日電話がかかってきた。それは、老人ホームに住む女性・マイヤーズと、新しい家が気に入って興奮しているベータ（以前はアルファ）からだった。ダグがベータと話した後、カールは再びマイヤーズと話し、あることに同意するが、電話を切った後すぐに後悔する。彼女からのデートの誘いに同意してしまったという。エリーが亡くなって以来、誰ともデートをしたことがないカールは戸惑いを隠しきれなかった。ダグはカールにするべきことを提案するが、そのほとんどは犬特有のものだった。カールはデートに備えて買い出しに出かけた。
カールはチョコレートを何箱も買い、庭の花をプレゼントしようとする。次にダグとダンスの練習をし、ディナーの練習をする。そしてカールは髪を黒く染め、ダグを混乱させる。ついにカールがデートを中止するためにマイヤーズに電話しようとすると、ダグが電話を取り上げて壊し、マイヤーズは自分を愛してくれるから心配しないでデートに行くべきだとカールに忠告する。カールはリラックスして身なりを整え、エリーの写真に話しかけ、新たな冒険に出ることを告げる。ダグがバックアップとして同行することを申し出、カールも同意して一緒に家を出るのだった。

## 声の出演
| 役名                   | 原語版               | 日本語吹き替え版 |
| ---------------------- | -------------------- | ---------------- |
| カール・フレドリクセン | エドワード・アズナー | 飯塚昭三         |
| ダグ                   | ボブ・ピーターソン   | 松本保典         |
| アルファ               | ボブ・ピーターソン   | 大塚芳忠         |

## 製作

### 製作
2022年12月19日、Disney+で配信されていた短編シリーズ『ダグの日常』に本作が追加されることが発表され、当初は2023年に登場するコンテンツのモンタージュの中で配信される予定だった。ピクサー・アニメーション・スタジオで開催された『マイ・エレメント』のプレスデーで、本作の上映が行われた際、『ComicBook.com』はピーターソンとコリンズに短編映画について話を聞く機会を得た。ピーターソンは「カールにとって、誰もエリーの代わりにはなれない。今回の関係は単に友情であり、エリーをたたえたものだ。エリーは『新しい冒険へ出て』と言っていたが、本作は、彼はそうすべきなのか、それともすべきでないのかを試している。一旦のところ、私は『カールじいさんの空飛ぶ家』の物語を完結するものとして考えている。絶対にないとは言い切れないが、完結させる素晴らしい方法だと思う」と語った。『/Film』のイーサン・アンダートンは、「本作は単なる短編映画ではなく、カールを新たな冒険に送り出す、ピクサーの魅力的なエピローグだ。ピクサーの最高傑作のように、本作には実生活にインスパイアされた感動的なエモーショナル・コアがあり、みんなの大好きな、しゃべる犬のダグが登場する愉快なコメディが混ざっている」と言う。また、アンダートンはこの物語を「ダグがカールをデートに誘おうとするが、妻・エリーが亡くなってから初めてのデートとなるため、特に気が重くなっている。本作は、映画館で上映される価値のある、魅力的で素晴らしい短編だ。もしあなたが、涙を流さずに抜け出せると思っているなら、考え直してほしい。ティッシュの用意を！」と語った。

### 声優
カールの原語版声優であるエドワード・アズナーは2021年8月29日に死去したが、2021年春に台詞を収録した。日本語吹き替え版声優である飯塚昭三も、2023年2月15日に死去する前に収録を済ませていた。結果的にアズナーと飯塚の「最後のカールじいさん」となり、彼らの遺作にもなった。

## 封切り
本作は2023年6月16日に『マイ・エレメント』の同時上映作品として公開された。ピクサーの短編映画が劇場公開されるのは、『インクレディブル・ファミリー』とともに劇場公開された『Bao』以来となる。2023年1月17日、この短編映画は当初2023年2月10日にDisney+で配信される予定だったが、非公開の理由で延期されたことが発表された。本作は、『マイ・エレメント』のUltra HD Blu-ray、Blu-ray、DVDの特典映像として2023年9月26日にリリースされた。
日本でも2023年11月15日にリリースされた『マイ・エレメント』のMovieNEX特典映像として収録された。また、定額制動画配信サービスのDisney+でも同年11月1日から見放題配信を開始した。